# Spelaeomyces heydenii
Spelaeomyces heydenii är en svampart som beskrevs av Fresen. 1863. Spelaeomyces heydenii ingår i släktet Spelaeomyces och familjen Fomitopsidaceae.   Inga underarter finns listade i Catalogue of Life.